# Petra Mutzel
 Petra Mutzel (* 1964) ist eine deutsche Mathematikerin, Informatikerin und Hochschullehrerin. Sie ist seit 2019 Professorin for Computational Analytics am Institute for Computer Science an der Rheinischen Friedrich-Wilhelms-Universität Bonn.

## Leben und Werk
Mutzel studierte nach dem Abitur von 1983 bis 1987 Wirtschaftsmathematik an der Universität Augsburg und anschließend dort Mathematik mit Nebenfach Informatik. Sie erhielt 1990 an der Universität Augsburg das Diplom in Mathematik mit Nebenfach Informatik. Von 1990 bis 1991 forschte sie als wissenschaftliche Mitarbeiterin am Fachbereich Mathematik der Freien Universität Berlin und anschließend bis 1994 an der Universität zu Köln. Sie promovierte dort 1994 bei Michael Jünger in Informatik mit der Dissertation The Maximum Planar Subgraph Problem.
Von 1994 bis 1999 arbeitete sie als Wissenschaftliche Mitarbeiterin am Max-Planck-Institut für Informatik in Saarbrücken und habilitierte 1999 in Informatik an der Technischen Fakultät der Universität des Saarlandes. Nach einer stellvertretenden C3-Professur für Informatik an der Universität Heidelberg forschte sie von 1999 bis 2004 als Universitätsprofessorin für Algorithmen und Datenstrukturen am Institut für Computergraphik der Technischen Universität Wien. Sie wurde 2004 als Professorin für Algorithm Engineering am Fachbereich Informatik der Technischen Universität Dortmund berufen. Seit 2019 ist sie wissenschaftliche Leiterin des High Performance Computing and Analytics Labs und Inhaberin des Informatik-Lehrstuhls I für Computational Analytics an der Universität Bonn.
Ihre Forschung konzentriert sich unter anderem auf die Bereiche Computational Analytics, Algorithm Engineering, Algorithmische Datenanalyse, Graph Mining, Kombinatorische Optimierung, Netzwerkdesign und -optimierung, Graph- und Netzwerkvisualisierung, Analyse chemischer Strukturen und biologischer Netzwerke.
Sie ist seit 2005 Mitherausgeberin des Journal of Graph Algorithms and Applications (JGAA), seit 2010 der Mathematical Programming Computation (MPC), seit 2006 des Graph Drawing E-print Archive und seit 2013 des ACM Journal on Experimental Algorithmics und war von 2012 bis 2020 Mitherausgeberin des EURO Journal on Computational Optimization.

## Auszeichnungen und Ehrungen (Auswahl)
- 2000: Forschungspreis Technische Kommunikation von der Alcatel SEL Stiftung für Kommunikationsforschung.
- Von 2001 bis 2005: Mitglied des Innovationsbeirats des Bundesministeriums für Bildung und Forschung.
- Von 2008 bis 2012: gewählte „DFG-Fachkollegiatin“ für den Bereich Theoretische Informatik.
- Von 2008 bis 2012: Vorstandsmitglied der GIBU (Beirat der Universitätsprofessor/inn/en in der Gesellschaft für Informatik).
- Seit 2019: Mitglied des Aufsichtsrats des Helmholtz-Zentrums für Informationssicherheit (CISPA) in Saarbrücken.
- Seit 2020: Mitglied des Kuratoriums des Fraunhofer SCAI.
- Seit 2020: Mitglied des Lenkungsausschusses der ESA (European Symposium on Algorithms).
- Seit 2020: Ordentliches Mitglied des Hausdorff Center for Mathematics (HCM).

## Veröffentlichungen (Auswahl)
- mit Michael Jünger: Graph Drawing Software. Springer 2004, ISBN 978-3-540-00881-1.
- mit L. Oettershagen: Computing Top-k Temporal Closeness in Temporal Networks. Knowledge and Information Systems. Springer, 2022.
- mit Rasmus Pagh, Grzegorz Herman: 29th Annual European Symposium on Algorithms, ESA 2021, September 6–8, 2021, Lisbon, Portugal (Virtual Conference). LIPIcs 204, Schloss Dagstuhl – Leibniz-Zentrum für Informatik, 2021, ISBN 978-3-95977-204-4.
- mit Ivana Ljubić, René Weiskircher, Ulrich Pferschy, Gunnar W.  Klau, Matteo Fischetti, Matteo: An algorithmic framework for the exact solution of the prize-collecting Steiner tree problem. Mathematical Programming, 105 (2–3, Ser. B), S. 427–449, 2006.